# Yayıkağıl, Nazımiye
Yayıkağıl là một xã thuộc huyện Nazımiye, tỉnh Tunceli, Thổ Nhĩ Kỳ. Dân số thời điểm năm 2010 là 40 người.